# Manchesteri kódolás
A manchesteri kódolás a három leggyakrabban használt bináris kódolás egyike, melyet berendezések közötti kommunikáció során használnak. Ezt a kódolási módot alkalmazza többek között a Token-Ring és az Ethernet átviteli módszer is.

## A kódolás menete
A 0 bitek 1-0 jelváltásnak, míg az 1 bitek 0-1 jelváltásnak felelnek meg. Ha több azonos bit követi egymást, akkor a jel félidőben visszatér az eredeti állapotába, így az új bitet ismét a megfelelő jelváltás jelzi. Az egyenfeszültségű összetevője nulla.

## A módszer alkalmazhatósága
A módszer alkalmas mágneses adatrögzítőre történő íráshoz és feszültség modulált adattovábbításhoz. Könnyen szinkronizálható más adatkódolást használó eszközökre is. Hátránya nagy sávszélesség igénye, ami a gyakori jelváltással magyarázható.